# Naissaar
Naissaar (szw. Nargö, niem. Nargen) – szósta co do wielkości wyspa Estonii położona w Zatoce Fińskiej około 10 kilometrów na północ od Tallinna. Administracyjnie należy do gminy Viimsi. W 2011 roku zamieszkiwało ją 3 osoby.

## Historia

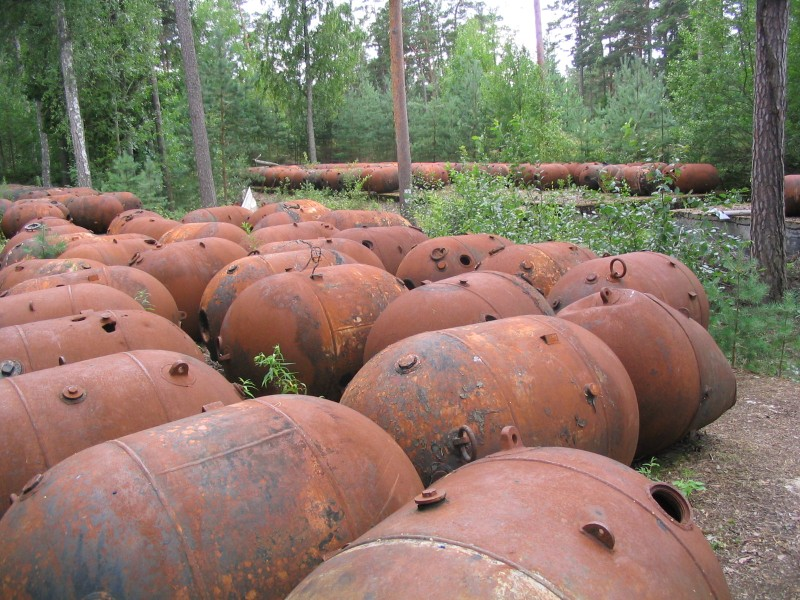
Radzieckie miny na wyspie

Dosłowne tłumaczenie obecnej estońskiej nazwy oznacza kobiecą wyspę. Pod taką nazwą (Terra feminarum) wyspa ta została wspomniana po raz pierwszy w 1075 roku przez niemieckiego kronikarza, Adama z Bremy. Pierwsze wzmianki o stałej ludności pochodzą z 1469 roku. Zamieszkiwali ją wtedy Szwedzi. W późniejszych latach zaczęli napływać Estończycy. Po I wojnie północnej doceniono strategiczne położenie wyspy i zaczęto ją fortyfikować. Najwięcej umocnień pochodzi z początku XX wieku. W tym samym okresie wybudowano na wyspie kolej wąskotorową, która zachowała się do dziś. 
W okresie od 17 grudnia 1917 do 26 lutego 1918 na wyspie istniało niewielkie państewko - Sowiecka Republika Marynarzy i Budowniczych Fortecy Wyspy Naissaar. 
Wyspa w latach 1920–1940 należała do niepodległej Estonii, potem przez krótki okres do ZSRR. W latach 1941–1944 okupowana przez Niemcy. Kiedy w 1944 na Naissaar wkroczyła Armia Czerwona, wszyscy mieszkańcy (wówczas głównie Szwedzi) zostali zmuszeni do jej opuszczenia. Przez kolejne lata na wyspie istniała radziecka baza wojskowa i fabryka min. W 1960 zbudowano na wyspie latarnię morską. Po odzyskaniu niepodległości przez Estonię w 1991 Armia Radziecka opuściła wyspę.
W 1995 na wyspie i okolicznych wodach utworzono rezerwat przyrody. W celu przyciągnięcia turystów odrestaurowano szwedzką osadę i przywrócono do użytku fragment kolei wąskotorowej.
10 sierpnia 2005 w pobliżu rozbił się fiński śmigłowiec z 14 osobami na pokładzie. Nikt nie przeżył.

## Geografia
Wyspa prawdopodobnie wynurzyła się podczas litorynowej fazy Bałtyku. W czwartorzędzie została silnie przekształcona przez lodowiec. Świadczą o tym liczne osady glacjalne, w tym żwiry, oraz formy glacjalne jak drumliny. Najwyższym wzniesieniem jest Kunilamägi (27 m n.p.m.). 88% powierzchni wyspy pokrywają lasy.